# Blepharis espinosa
Blepharis espinosa là một loài thực vật có hoa trong họ Ô rô. Loài này được Phillips mô tả khoa học đầu tiên năm 1917.